# Shuru
Shuru é um filme de drama israelita de 1990 dirigido e escrito por Savi Gabizon. Foi selecionado como representante de Israel à edição do Oscar 1991, organizada pela Academia de Artes e Ciências Cinematográficas.

## Elenco
- Shmuel Edelman
- Moshe Ferster - Moshe
- Sharon Hacohen
- Moshe Ivgy
- Ezra Kafri
- Keren Mor - Shimrit